# Hietaniemi (péninsule)
Pour les articles homonymes, voir Hietaniemi (homonymie).
Hietaniemi  est une péninsule sableuse dans la section du quartier de Etu-Töölö à Helsinki en Finlande.

## Présentation
Hietaniemi est bordée au nord par Taivallahti, au sud par Lapinlahti et à l'ouest par Seurasaarenselkä.
La péninsule est accessible par les rues Hietaniemenkatu et Hiekkarannantie.
A Hietaniemi se trouvent, entre autres, le cimetière d'Hietaniemi et la plage d'Hietaniemi.

## Galerie

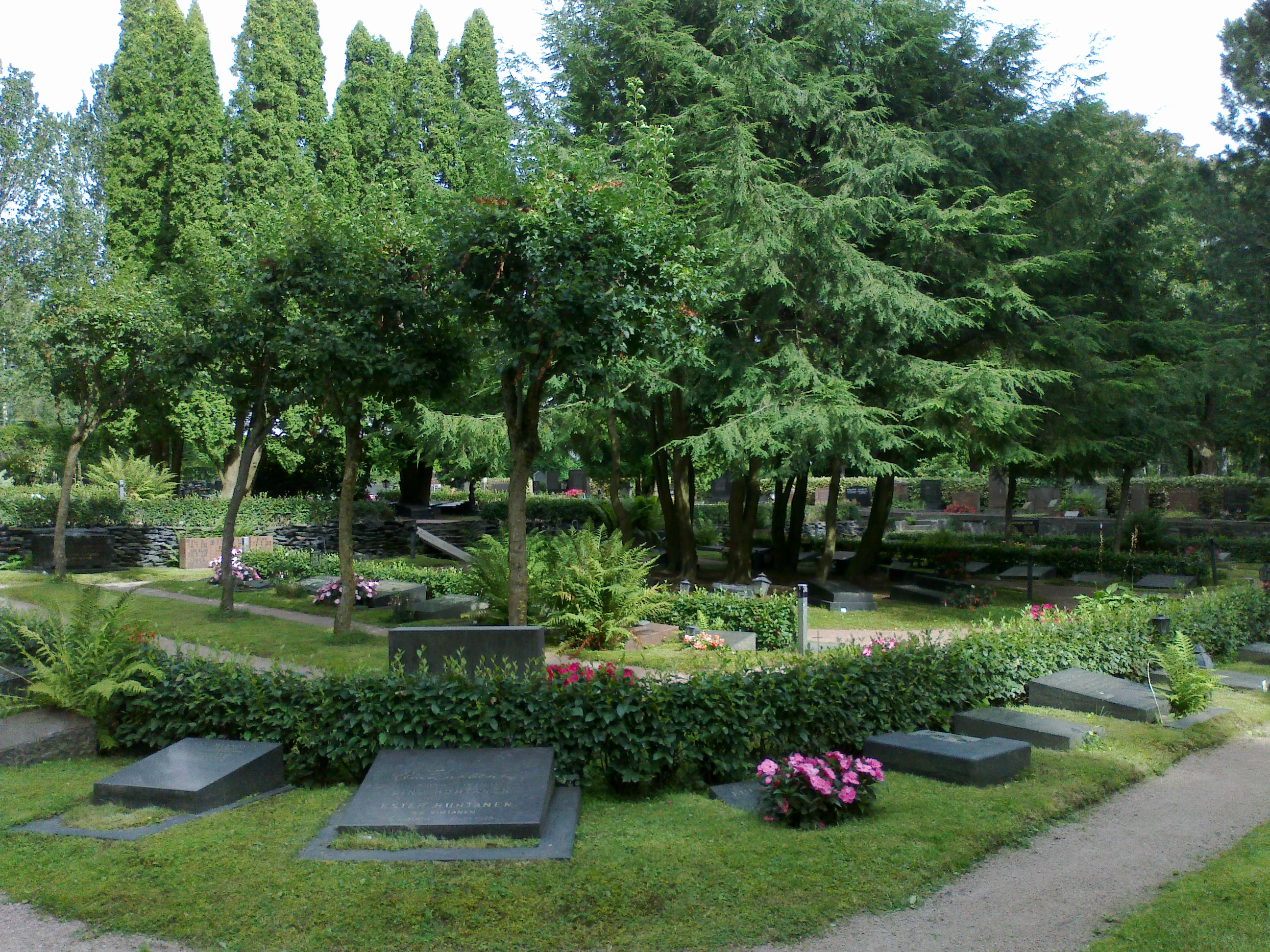
Cimetière d'Hietaniemi.
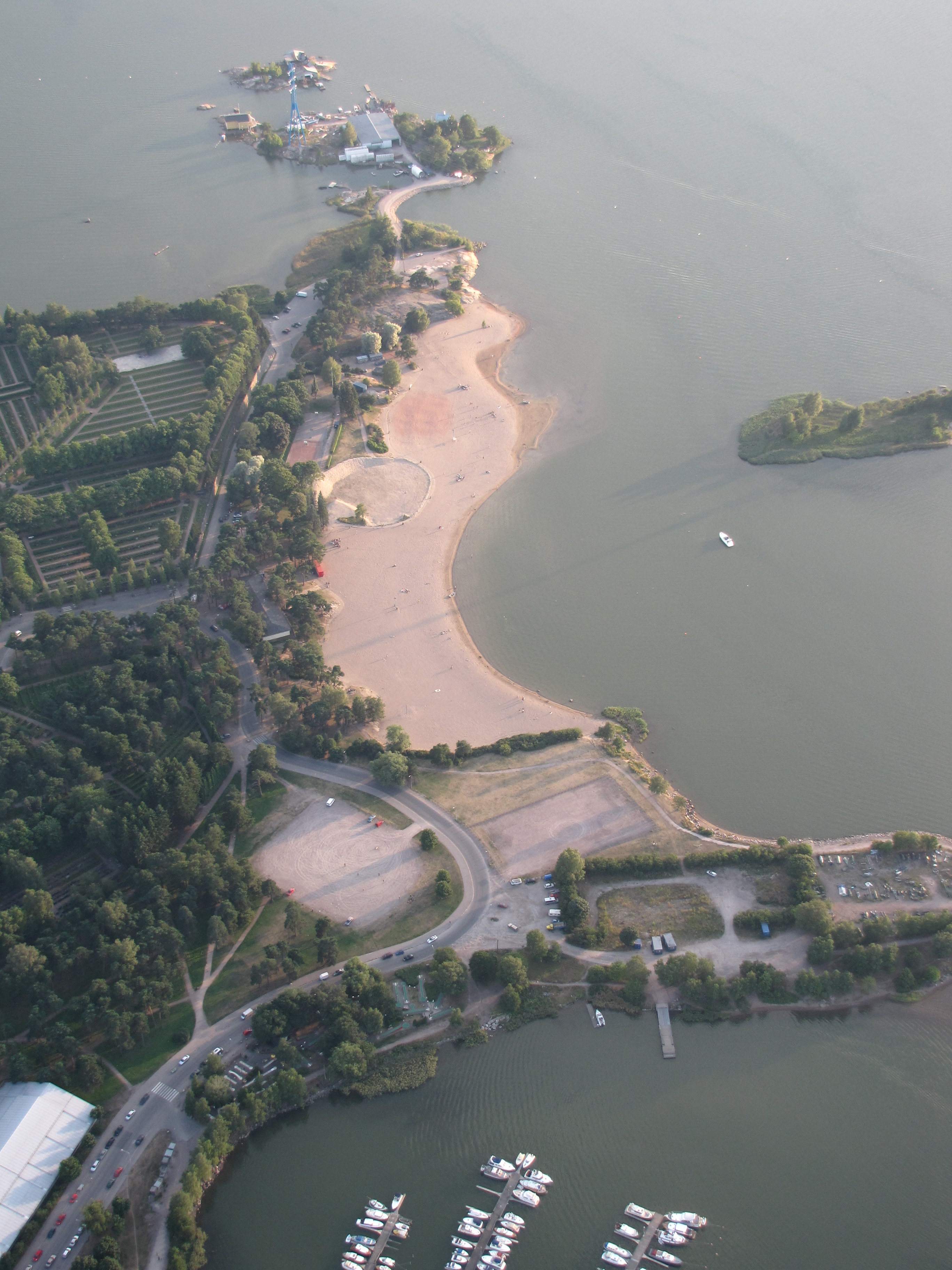
Plage d'Hietaniemi, 2010
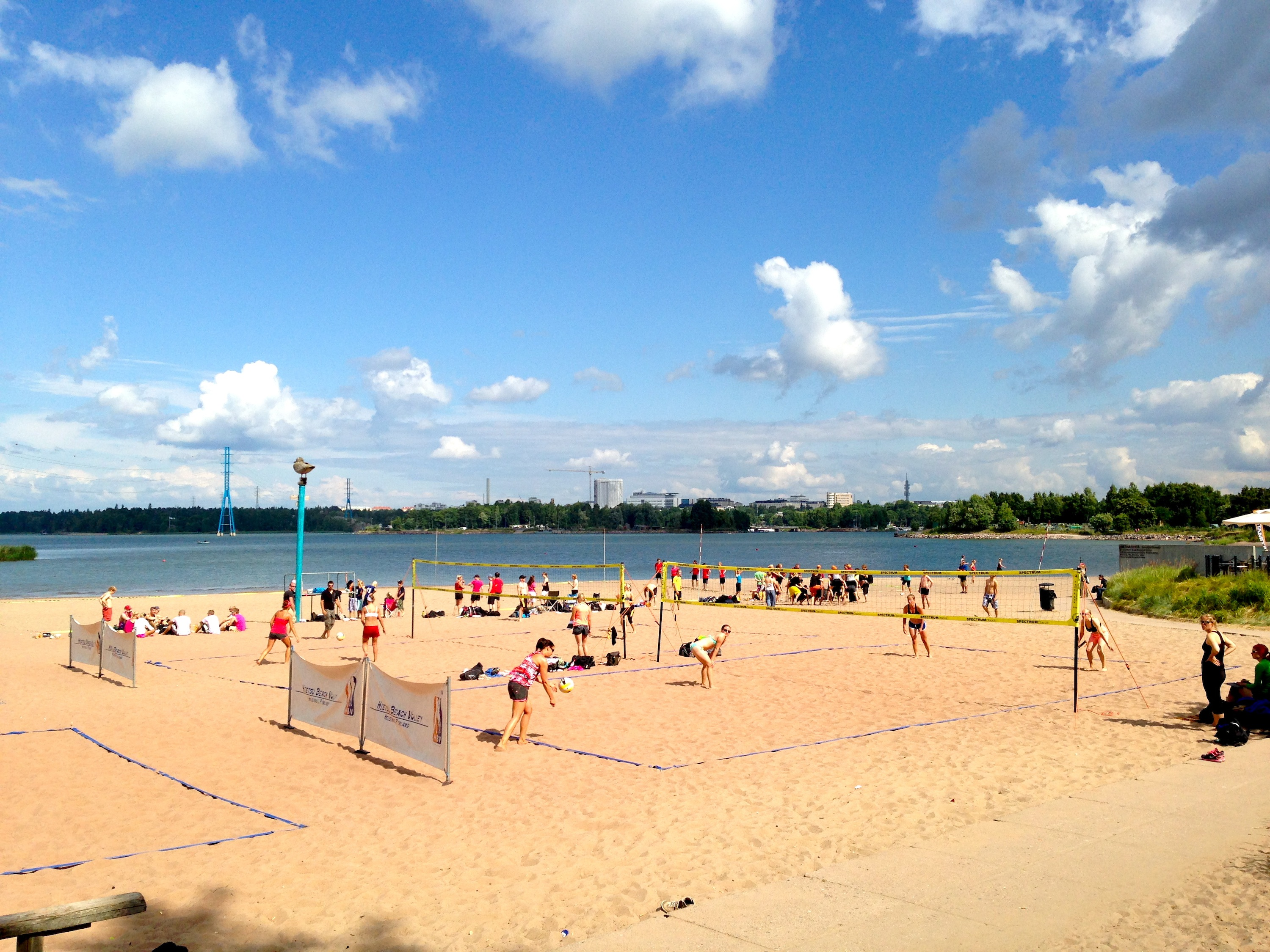
Volley-ball sur la plage, 2013
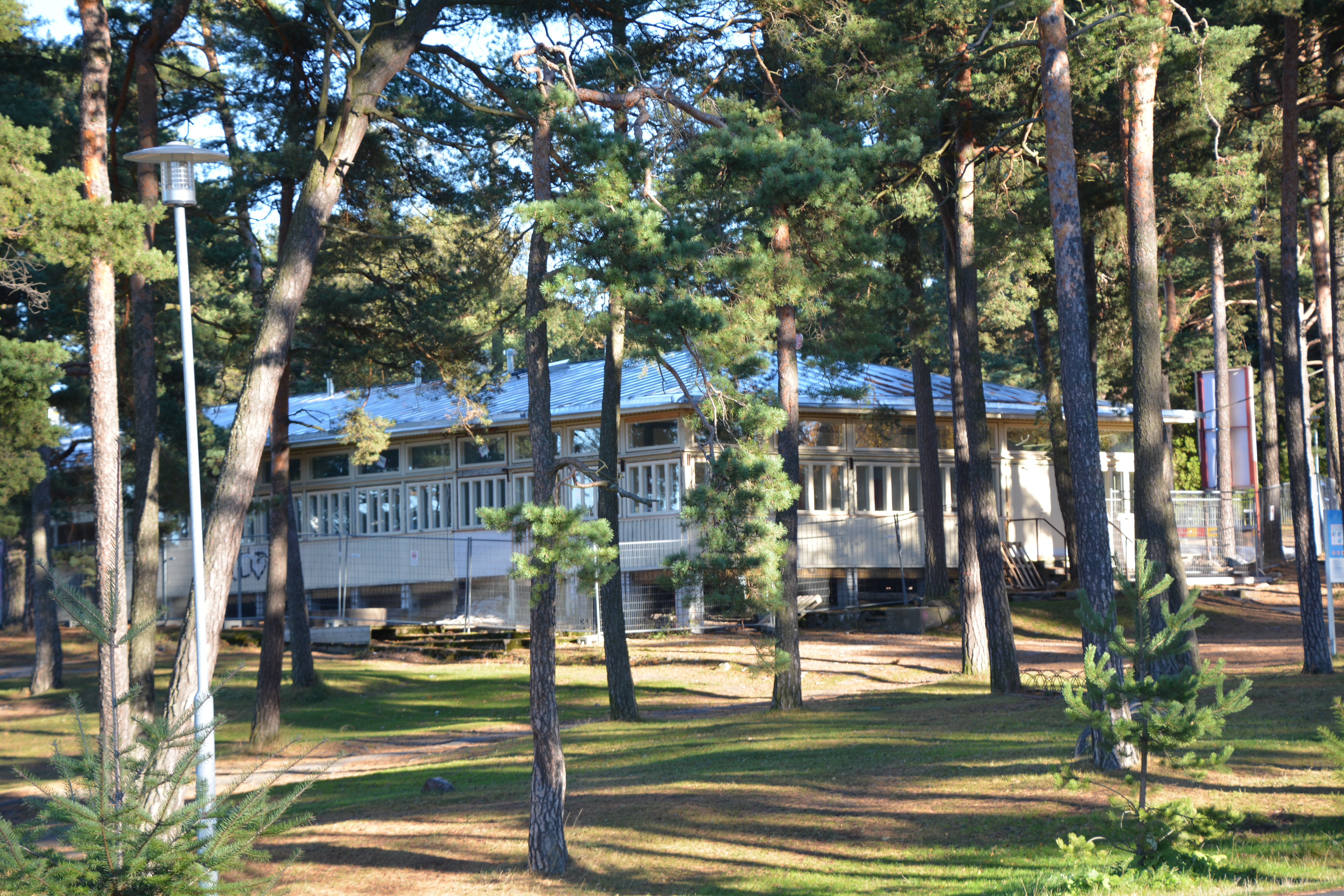
Pavillon d'Hietaranta, 2015